# Diedrich Wattenberg

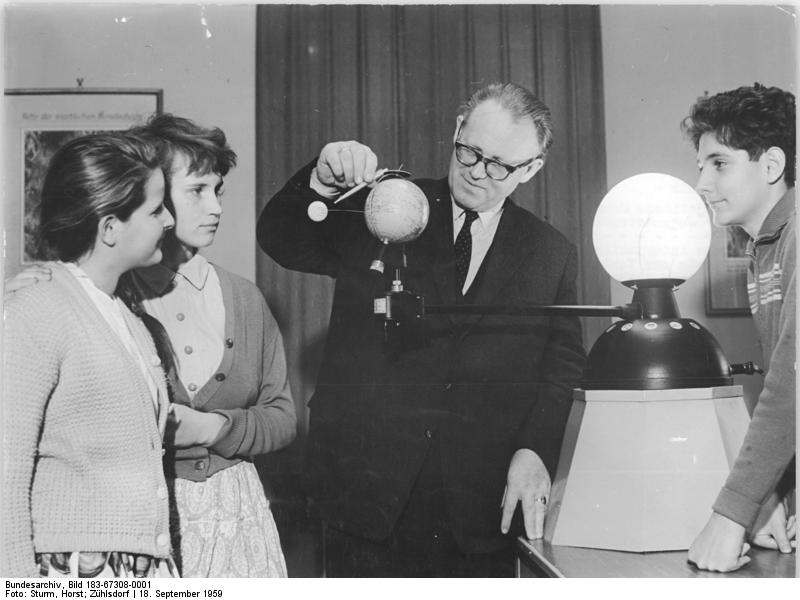
Diedrich Wattenberg erläutert Jugendlichen die zweite Lunik-Mission (1959)

Diedrich Wattenberg (* 13. Juni 1909 in Burgdamm (heute Bremen); † 26. November 1996 in Berlin-Mahlsdorf) war ein deutscher Astronom, der zirka 2500 Schriften und 1600 Vorträge veröffentlicht hat.

## Leben und Wirken
Wattenberg war seit Juli 1927 Mitglied der Olbers-Gesellschaft Bremen und seit 1948 deren Vorsitzender; auch der Berliner astronomischen Vereinigung (BAV) gehörte er an. Seine Beiträge wurden u. a. in den Zeitschriften Die Sterne, Die Himmelswelt, Natur und Kultur, Stimmen der Zeit und Das Weltall veröffentlicht. Am 23. August 1951 wurde ihm der Goethepreis der Stadt Berlin verliehen. Von 1948 bis zum 1. November 1976 war er Direktor der Archenhold-Sternwarte, einer Volkssternwarte in Berlin-Alt-Treptow. Er leitete 1945 deren Wiederaufbau nach der Zerstörung im Zweiten Weltkrieg. Sein Hauptbetätigungsfeld war die Geschichte der Astronomie. Durch seine Initiative wurde der Astronomieunterricht in den 9. und 10. Klassen der Polytechnischen Oberschulen der DDR eingeführt. 1964 erhielt er den Vaterländischen Verdienstorden in Silber, 1974 den Titel Held der Arbeit, 1980 die Leibniz-Medaille der Akademie der Wissenschaften der DDR.
Seine Memoiren erschienen 1984 im Union Verlag unter dem Titel Gestirnter Himmel über mir – Unverlierbares aus meinem Leben.
Sein Grab befindet sich auf dem Friedhof an der Alten Pfarrkirche Berlin-Mahlsdorf, Hönower Straße 17/19.